# Discovery Family
Discovery Family — американский кабельный телеканал, находящийся в совместном владении Warner Bros. Discovery и Hasbro Entertainment.
Канал был первоначально запущен 7 октября 1996 года как Discovery Kids, который в основном показывал программы на тему науки и природы, предназначенные для молодой аудитории. В 2010 году Discovery Kids был перезапущен как The Hub (позже Hub Network) в рамках совместного предприятия с Hasbro. В результате перезапуска канал стал ориентироваться на общий развлекательный формат, ориентированый на дошкольную, молодежную и семейную аудиторию.
В 2014 году телеканал был переименован в Discovery Family, в то время Discovery начал программировать сетку телевещания в прайм-тайм с ориентированными на факты программами (включая библиотечные программы Discovery Channel), оставив Hasbro ответственным за программирование дневного эфира в качестве миноритарного партнера.
По состоянию на сентябрь 2018 года, канал Discovery Family могли принимать около 55,238 млн домохозяйств в США.
Телеканал занял 128-е место среди самых популярных кабельных каналов в США в 2021 году по общему количеству зрителей.

## История

### 1996-2010

Логотип с 7 октября 1996 года

Discovery Communications запустила Discovery Kids Channel 7 октября 1996 года как часть набора из четырех новых цифровых кабельных телеканалов, которые входили Discovery Travel & Living, Discovery Civilization и Science Channel. После запуска, канал в основном предлагал приключенческие, природные и научные программы, ориентированные на детскую аудиторию в возрасте от 6 до 11 лет. Марджори Каплан, старший вице-президент канала, объяснила, что создание на Discovery Kids в первую очередь повлияли дети, которые смотрели программы Discovery Channel вместе со своими родителями.

Логотип с 1997 года

В 2001 году название канала было сокращенно до Discovery Kids, и в конце того же года его принимали в 15 миллионах домохозяйств. В сентябре 2001 года была запущена канадская версия Discovery Kids в партнерстве с Corus Entertainment.
В декабре 2001 года Discovery Kids объявила о партнерстве с NBC, в рамках которого она будет выпускать новый субботний утренний блок для одноименного канала, под названием "Discovery Kids on NBC", начиная с сентября 2002 года. В блок входили программы от Discovery Kids, а также детские программы дочерних каналов, такие как: Animal Planet и Discovery Channel.

Логотип с 2002 года

В 2003 году Discovery Kids выпустил 2 мультсериала: «Акула Кенни» и «Тутенштейн». В марте 2006 года Discovery отказался продливать контракт с NBC на субботний утренний блок, сославшись на желание сосредоточиться исключительно на кабельном канале Discovery Kids.

### 2010-2014
30 апреля 2009 года производитель игрушек и мультимедийная компания Hasbro объявила, о создании совместного предприятия с Discovery Communications для перезапуска Discovery Kids в качестве нового семейного телеканала, заплатив 300 миллионов долларов за 50% владения канала. По соглашению, Discovery будет отвечать за продажу и распространение рекламы, а Hasbro будет заниматься приобретением и производством программ. В то время образовательные сериалы (в том числе перенесенные из Discovery Kids) планировалось поддерживать в соответствии с расписанием, в планах предусматривалось создание новых оригинальных программ, основанных на принадлежащих Hasbro франшизах, таких как GI Joe, My Little Pony, Transformers и игровые шоу адаптированные из её брендов.
В июле 2009 года Маргарет Леш стала главным исполнительным директором. До этого Леш руководила Fox Kids и занимала пост президента и главного исполнительного директора Marvel Productions с 1984 по 1990 год, помогая в производстве нескольких мультфильмов на основе Hasbro, таких как GI Joe: A Real American Hero, Мой маленький пони.

Логотип с 10 октября 2010 года

В январе 2010 года Discovery и Hasbro объявили, что канал будет называться The Hub. Ребрендинг был произведен 10 октября 2010 года.
The Hub, начал конкурировать с известными детскими телеканалами, такими как Cartoon Network (ныне дочерний канал), Disney Channel и Nickelodeon, также планировалось продолжать ориентироваться на основную демографическую группу Discovery Kids, состоящую из детей в возрасте от 2 до 12 лет, но канал ориентироваться на подростков и подростков в возрасте от 9 до 14 лет. На The Hub вышли мультсериалы: Family Game Night, My Little Pony: Дружба — это чудо, и программы ориентированные на дошкольников Animal Mechanicals и The WotWots. Канал пообещал сохранить долю программ, поставляемых Hasbro, на уровне «менее 20%» от общего числа его программ.
Чтобы продвигать The Hub, начали выходить программы Cosmic Quantum Ray, The Twisted Whiskers Show и Family Game Night на дочерних каналах - Science Channel, Animal Planet и TLC. Перезапуску Discovery Kids под названием The Hub предшествовал марафон Кенни Акулы (транслировался в рамках блока @DK). Сразу после этого на The Hub состоялась премьера «Sneak Peak Sunday», подборки программ, которые будут транслироваться на канале в ближайшие месяцы.

Логотип с мая 2013 года

В марте 2013 года The Hub снял пилотный анимационный фильм Стэна Ли «Могучие 7», который вышел в эфир 1 февраля 2014 года. Канал начал поэтапно менять название на Hub Network.

Логотип с 13 января 2014 года

13 января 2014 года Hub Network представил обновленный логотип, а также новую рекламную кампанию «Making Family Fun», разработанную лос-анджелесским агентством Oishii Creative.

### 2014-настоящее время
12 июня 2014 г. стало известно, что Маргарет Леш уйдет с поста президента и генерального директора Hub Network к концу года. 17 сентября 2014 года стало известно, что Discovery Communications готовится приобрести контрольный пакет акций Hub Network у Hasbro, а затем переименовать его в Discovery Family.

Логотип с 13 октября 2014 года

Телеканал Hub Network был переименован на Discovery Family 13 октября 2014 года. С этими изменениями Discovery Communications теперь владеет 60%, Hasbro остались 40% Discovery Family, и продолжает программировать дневную сетку детскими программами. После переименования в прайм-тайме транслируются научно-популярные программы из библиотеки Discovery Channel.
В начале 2022 года Discovery Inc. с WarnerMedia были объединены, и в результате образовалась Warner Bros. Discovery. Теперь Discovery Family стала дочерним каналом Cartoon Network.
Мобильное приложение Discovery Family Go было закрыто 2 мая 2022 года.